# Clownen Jac
Clownen Jac är en svensk roman från 1930 av den svenske författaren Hjalmar Bergman (1883–1931). Detta är Bergmans avskedsroman, i vilken han kan sägas beskriva den mänskliga verkligheten bakom sin konst, och villkoren för konstnären i den moderna världen överhuvudtaget. Clownen Jac utgör också en satir över den amerikanska nöjesindustrin, som Bergman tidigare lärt känna under en kortare sejour som manusförfattare i Hollywood.
Ursprungligen skrevs romanen som en radioföljetong för Radiotjänst, där den också sändes hösten 1930. Bergman medverkade själv och läste det centrala avsnittet "Ur en clowns katkes" [sic] i en legendarisk utsändning (som dessvärre inte finns bevarad).
Clownen Jac, huvudpersonen, heter egentligen Nathan Borck och förekommer i romanen Farmor och vår Herre (1921) såsom en udda medlem av familjen. Jac känner motvilja att uppträda men pressas och manipuleras ständigt av Tracbacsyndikatet som är ekonomiskt beroende av hans framgångsrika turnéer. Jac upplever en skräck inför livet och förmår med stor effekt gestalta fasa i manegen, under publikens jubel och utan att de förstår att hans skräck är äkta.
Hans känslor inför syndikatet och clowneriet beskrivs i en kolteckning målad av Siva – hans före detta fru, en underskön zigenerska, som inte förmår lämna honom utan förblir vid hans sida. Tavlan föreställer en modern slaktarinteriör där expediterna som består av syndikatets medlemmar står samlade omkring en skärmaskin med ett till hälften itusågat hjärta (det enda röda i bilden). Syndikatets medlemmar är med undantag av doktor O'Henny bekymrade eftersom hjärtat tydligen är butikens sista tillgång. Doktor O'Henny däremot studerar lugnt och intresserat hjärtat medan han sågar. (Doktor O'Henny skiljer sig från resten av syndikatet i det att han inte är ekonomiskt beroende av Jacs uppträdanden.) "Upphängd på en krok som trängde in i nackhålan hängde ett skelett. Ur dess grinande mun hängde tvenne snirklade band, sådana som på epitafier bär släktdevisen. På det ena stod präntat: Jag var Jac Tracbac. På det andra bandet: Jag föddes människa – jag levde clown – jag sålde mitt hjärta – jag dog fattig". 
Hjalmar Bergman dedikerade Clownen Jac som en födelsedagsgåva till vännen Gösta Ekman d.ä.